# Geigerteller

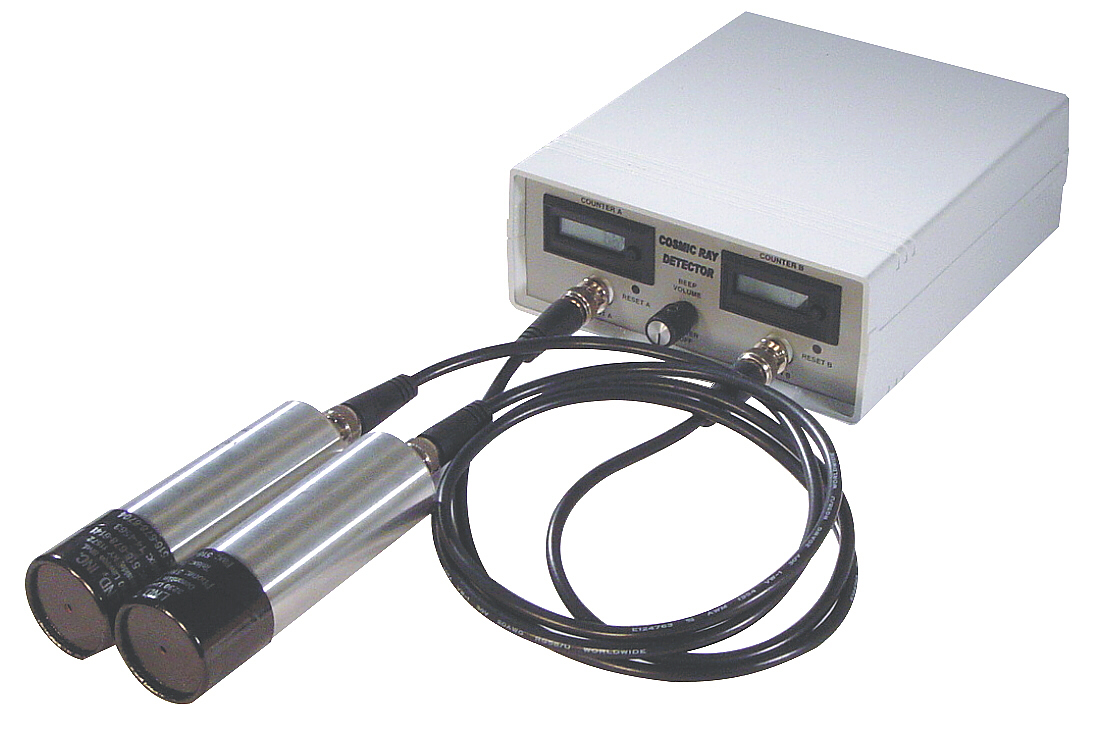
Voorbeeld van een geigerteller

De geigerteller (ook geiger-müllerteller, geiger-müllertelbuis, GM-buis of GM-teller geheten) is een stralingsdetector, waarmee ioniserende straling gemeten kan worden. Zulke straling, zoals röntgenstralen en radioactiviteit, is niet door menselijke zintuigen waar te nemen. Hans Wilhelm Geiger en Walther Müller vonden in 1928 de teller uit.

## Geschiedenis
In 1908 vond Hans Wilhelm Geiger een experimentele techniek uit voor het detecteren van alfadeeltjes, die later zouden worden gebruikt om de geiger-müllertelbuis te ontwikkelen in 1928. Dit vroege model van de teller kon alleen alfadeeltjes detecteren en maakte deel uit van een groter experimenteel apparaat. Het fundamentele ionisatiemechanisme dat werd gebruikt, werd ontdekt door John Sealy Townsend tussen 1897 en 1901. Het staat bekend als de townsend-ontlading wat neerkomt op de ionisatie van moleculen door ioneninslag.
Pas in 1928 ontwikkelden Geiger en Walther Müller (een promovendus van Geiger) de verzegelde geiger-müller-buis die gebruikt maakte van de basisionisatieprincipes die eerder experimenteel waren gebruikt. Klein en robuust, het kon in tegenstelling tot zijn voorgangers niet enkel  alfa- en bètastraling detecteren maar ook gammastraling. Nu kon een praktisch meetinstrument relatief goedkoop worden geproduceerd en zo werd de geigerteller geboren. Omdat de buisoutput weinig elektronische verwerking vereiste, bereikte het instrument een grote populariteit als draagbare stralingsdetector. 
Modernere versies van de geigerteller maken gebruik van een buis, die behalve argon, helium of  neon een halogeen bevat, om de gasontlading te doven; een techniek die bedacht is door Sidney H. Liebson. Dit vanwege de veel langere levensduur en lagere bedrijfsspanning, gebruikelijk tussen 400-900 volt.

## Principe
Het principe van de geigerteller berust op de ioniserende werking van de te meten straling. In een buis (ionisatiekamer) gevuld met een verdund telgas wordt een hoge elektrische spanning aangelegd. Deze spanning wordt zo hoog gekozen dat een enkel ioniserend deeltje vele ionenparen veroorzaakt, in de orde van 108 (het versterkingsgetal of amplification value A). Dit spanningsgebied heet het geiger-müller-gebied. De spanning mag niet zo hoog zijn dat spontaan elektrische doorslag optreedt.
Als straling de buis passeert, zal het gas even geïoniseerd worden en zal er korte tijd een kleine elektrische stroom lopen. Vaak wordt dit versterkt en naar een luidspreker gestuurd, waardoor een tik hoorbaar wordt. Beluister een rustige geigerteller of een drukke geigerteller. Hiernaast wordt de hoeveelheid tikken per tijdseenheid ook op een display aangegeven.
In de figuur is te zien dat de buis C geaard is en als kathode fungeert, terwijl op de as van de buis een geïsoleerde staaf P als anode dient. Langs de hele anode komt de lawine van elektronen aan, die door een ioniserend deeltje (hier een α-deeltje) zijn losgemaakt. Daaromheen vormt zich dan kortdurend een cilindrische laag van positieve ionen, die op weg gaan naar de relatief negatieve buiswand, de kathode. Deze positieve ionen bewegen trager dan de elektronen en veroorzaken de dode tijd van de GM-buis, waarin hij ongevoelig is voor een nieuw invallend ioniserend deeltje. Het micavenster M moet dik genoeg zijn om het drukverschil tussen de binnen- en buitenkant van de GM-buis te weerstaan, maar dun genoeg zijn om α-deeltjes door te laten.

## Beperkingen
- geen selectiviteit. De gekozen spanning heeft als gevolg dat zelfs een zwak β-deeltje of γ-straal kortdurend voor maximale ionisatie zorgt. Zodoende is het niet meer mogelijk verschillende soorten straling te onderscheiden.
- lange dode tijd. De dode tijd - waarin na een signaal geen nieuwe ionisatie kan worden gemeten - is relatief lang, in de orde van 100 - 300 μs (microseconde, miljoenste seconde).

De proportionele teller heeft deze beperkingen niet.

## Voordeel
Door de keuze van een hoogspanning waarbij maximale ionisatie optreedt is het uitgangssignaal steeds hetzelfde en volstaat een goedkope hoogspanningsvoeding, anders dan bij proportionele tellers.

## Onderzoek
In Nederland doet het Rijksinstituut voor Volksgezondheid en Milieu (RIVM) onderzoek naar de straling. Sinds de kernramp van Tsjernobyl zijn hiertoe overal in het land kastjes met geigertellers neergezet die ieder uur hun meetwaarden doorsturen. De metingen worden online ontsloten via een website van de EU. De plekken met de meeste straling in Nederland zijn Zaandam en Hellevoetsluis (bron: 2019). Het onderzoek maakt deel uit van het platform European Radiological Data Exchange Platform (EURDEP) waaraan 39 landen deelnemen.

## Trivia
- Na de kernramp van Fukushima steeg in Europa de verkoop van geigertellers. Aan het nut daarvan kan getwijfeld worden, daar een commerciële geigerteller (die 300 à 500 euro kost) niet gevoelig genoeg is om de geringe overgewaaide radioactiviteit te meten. Ook wordt radioactiviteit door de overheid gemeten en wordt geïmporteerd voedsel op radioactiviteit getest.